# Uvarus laurentius
Uvarus laurentius är en skalbaggsart som beskrevs av Olof Biström 1995. Uvarus laurentius ingår i släktet Uvarus och familjen dykare. Inga underarter finns listade i Catalogue of Life.